# Mój wiek
Mój wiek. Pamiętnik mówiony – zapis rozmów przeprowadzonych przez Czesława Miłosza z Aleksandrem Watem w 1965 r., wydanych po raz pierwszy w Londynie w 1977 r.
Dwutomowy wywiad-rzeka zarejestrowany na taśmie magnetofonowej obejmuje rozmowy przeprowadzone podczas 40 sesji w 1965 r. w Berkeley, gdzie Wat przebywał na zaproszenie The Center for Slavic and East European Studies (Wydział Języków i Literatur Słowiańskich) przy University of California, oraz w Paryżu, gdzie Aleksander i Paulina Watowie zamieszkiwali.

## Geneza i tytuł
„Seanse z Watem miały służyć jego terapii” – napisał Miłosz w przedmowie. Zmagający się od 1953 roku z silnymi bólami głowy Wat zaczął cierpieć tak bardzo, że nie był w stanie normalnie egzystować, nie mówiąc już o pisaniu. Wówczas szef Centrum profesor Gregory Grossman zasugerował Miłoszowi, aby Wat podyktował swoje wspomnienia. Zrodził się pomysł nagrania jego wspomnień, nad których spisaniem zastanawiał się już kilka lat wcześniej. Mimo wewnętrznych oporów i sprzeciwu żony Janiny Miłosz zgodził się wystąpić w roli inspirującego rozmówcy.
Tytuł, zapożyczony został z wiersza Osipa Mandelsztama pt. Wiek: „O mój wieku, zwierzę moje, / Kto potrafi twoich źrenic / Wzrok odczytać i krwią swoją / Kręgi dwóch stuleci skleić?”.
Wspomnienia objęły trzy okresy życia Wata: warszawski (futurystyczna młodość i życie cyganerii artystycznej w okresie międzywojennym), lwowski (1939) i rosyjski (1940-1946). Pisarz przedstawia m.in. działalność komunizującej inteligencji w okresie międzywojennym, stosunek władzy radzieckiej do literatów polskich we Lwowie, prowokację, która spowodowała masowe aresztowania pisarzy w styczniu 1940 r. oraz wywózkę ich rodzin do Kazachstanu, pobyt w 13 więzieniach sowieckich, pracę w delegaturze rządu londyńskiego w Ałma-Acie oraz restrykcje po wyjściu Armii Andersa.

## Pierwsze wydanie
Po powrocie Watów do Francji w 1965 r. rozpoczęło się przygotowanie „pamiętnika mówionego” do druku. Taśmy z rozmowami zostały spisane już po śmierci Wata przez żonę pisarza. Całość opracowała redakcyjnie Lidia Ciołkoszowa, działaczka PPS mieszkająca w Londynie. Miłosz planował, że wydawcą zostanie Jerzy Giedroyc, a książka ukaże się w Instytucie Literackim w Paryżu w ramach Biblioteki „Kultury”. Ostatecznie „Mój wiek” wydany został 1977 r., jedenaście lat po samobójczej śmierci poety, w londyńskim wydawnictwie Book Fund. W tym też roku Miłosz opublikował tom przekładów poezji Wata na język angielski Mediterranean Poems, spełniając obietnicę złożoną Oli Watowej: „Nie powinnaś wątpić o moim oddaniu sprawie jego pism, która po prostu jest sprawą (…) szacunku dla duchowej hierarchii”. W Przedmowie, napisanej w Berkeley w 1974 r., Miłosz przytoczył wstęp Aleksandra Wata, znaleziony pośmiertnie w jego papierach, który miał poprzedzić wspomnienia, gdy jeszcze miał nadzieję, że sam będzie mógł je napisać.

Przedmowę Miłosza poprzedziło podziękowanie Oli Watowej: 

Dziękuję Czesławowi Miłoszowi za wszystko, co zrobił dla mojego męża. Bez niego książka ta by nie powstała. Był on bowiem – według określenia Aleksandra Wata – tym jedynym idealnym słuchaczem, którego fascynująca osobowość i inteligencja były dla niego stałą podnietą intelektualną i zmuszały podczas nagrań do pokonywania okrutnych cierpień spowodowanych jego nieuleczalną chorobą.

W tekście zostały opuszczone dwie sesje, których nie udało się odczytać z powodu wadliwego nagrania. Rozdziały XXIII i XXIV oraz częściowo XXV podane zostały nie wg taśmy, lecz wersji opracowanej przez samego Wata w ostatnich miesiącach życia poety.
Wg Miłosza: „Książka Wata jest świadectwem o człowieku XX wieku dla czytelników XXI i XXII wieku, jakiego nie ma w żadnym innym języku”.

## Tematy rozmów
- I. Wczesne lata dwudzieste. Grupa „F 24”. Jan Hempel i jego „Nowa Kultura”. Władysław Broniewski. Bruno Jasieński. Jak powstała powieść „Palę Paryż”.
- II. Trudności biografii. Błok i „Dźwignia”. Tadeusz Peiper. „Gga” i antypoezja. Wpływy Rosji.
- III. Demonizm i egzorcyzmy. „Miesięcznik Literacki”.
- IV. Jak się dochodzi do komunizmu? Jak było z cenzurą i policją?
- V. Piszę sztukę na Powszechną Wystawę Krajową. Berlin 1928.
- VI. Paryż 1928. Środowisko warszawskie sympatyków komunizmu.
- VII. Witkacy. Popijawy. Ambasada sowiecka. Wizyty Majakowskiego w Warszawie.
- VIII. Rosja, komunizm, patriotyzm.
- IX. Redagowanie „Miesięcznika Literackiego”
- X. Kłopoty z Broniewskim. Legenda „Miesięcznika”. Aresztowanie.
- XI. W Więzieniu Centralnym. Broniewski jako kolega w celi. Wesoła cela proletariuszy.
- XII. Środowisko w więzieniu. Przyszli ministrowie i ambasadorowie. Wyjście na wolność. Zwycięstwo Hitlera w Niemczech. „Pod Prąd” Stawara. Kontakty z partią.
- XIII. Lata trzydzieste. Wieści z Rosji. Podziały w partii. Komuniści i PPS. Antysemityzm.
- XIV. O istocie stalinizmu. Praca u Gebethnera. Autorzy. Powieść Iwaszkiewicza. Złe wróżby. Wrzesień we Lwowie.
- XV. Lwów. Nowy związek literatów. Borejsza. Szemplińska. Boy-Żeleński. Redakcja „Czerwonego Sztandaru”.
- XVI. Lwów. Wanda Wasilewska. Emocje Broniewskiego. Pisarze sowieccy. Kariera Przybosia. Znaki, że będę aresztowany.
- XVII. Jeszcze jeden garb. Wskazane jest nie być lewicowym. Dygresja o Mongolii jako demokracji ludowej. Prowokacja i aresztowanie.
- XVIII. Hrabia Bielski. Cela w zamarstynowskim więzieniu.
- XIX. Religia w więzieniu. Pociechy filozofii. O gatunkach więzi społecznych. Zwięzła definicja marksizmu-leninizmu. Polacy i Ukraińcy.
- XX. (Rozdz. opuszczony z powodu wadliwego nagrania. Zawierał głównie charakterystyki współwięźniów Ukraińców).
- XXI. Nowy wódz duchowy celi. Społeczeństwo bezklasowe. Szamańskie praktyki. Majtełes. W karcerze z Broniewskim. Antysemici.
- XXII. (Rozdz. opuszczony z powodu wadliwego nagrania. Zawierał opis uciążliwego śledztwa we Lwowie)
- XXIII. Kijów w słońcu. Cela byłych ludzi. Dzieci w więzieniu. Poezja i filozofia ściennych napisów. Dalsza podróż. Spotkanie z Moskwą.
- XXIV. Na Łubiance. Winegret i winogrona. Łóżko po generale Andersie. Książki. Rosjanie, Koreańczyk, Polscy. Wspomnienie grozy z dzieciństwa. Mania Dunajewskiego.
- XXV. O książkach na Łubiance oraz wspomnienia z wczesnej młodości.
- XXVI. Myśli Dunajewskiego o Rosji. Dygnitarz NKWD jako dobry diadia. Dzieje Dunajewskiego, czyli otchłań. Upływ czasu w więzieniu.
- XXVII. O powadze słów. Biuro studiów na Łubiance. O zadartym nosie intelektualistów i egoizmie rodzinnym. Teoria Einsteina i modlitwa.
- XXVIII. Republika Platona. Czas i święty Augustyn. O turach odczytowych w PRL. Moskiewskie przedwiośnie i muzyka.
- XXIX. Bach a przyroda. Histerie Dunajewskiego. Przesłuchuje mnie wysoka osobistość partyjna. Pisanie w boksie. Choroba Dunajewskiego. Niemcy w Jugosławii.
- XXX. Chudy aparatczyk. Nowa cela. Wiceminister elektryfikacji. Zawodowiec Intelligence Service. Człowiek z Instytutu Marksa i Engelsa.
- XXXI. Ewakuacja. Znowu z Broniewskim. Czterodniowa podróż wagonem. Kariera dyrektorów uniwiermagów. Saratow. Stiekłow. Erlich. Pierwsi urkowie.
- XXXII. Radosny rumor Rosjan patriotów. O skórze biurokraty. Josek. Majakowski jako święty. Gruzja. Niemiec mówiący językiem Lutra. Dłuższy traktat o psychologii pluskiew.
- XXXIII. Mnich heretyk. Żołnierze. Szalony buchalter. Dygresja o erotyce i życiu osobistym. Ukazuje się diabeł. Nawrócenie. O żydostwie i chrześcijaństwie. Głód i choroba.
- XXXIV. Opowiedzcie w Polsce, jak umierał stary Stiekłow. Na Sali szpitalnej. Rozmowy o kapryśnej śpiewaczce koloraturowej. Drugi prawdziwy człowiek: Dubin. Wyjście z więzienia.
- XXXV. Sowieckie dworce. Podróż pociągiem. W Dżambule. Ałma Ata. Polska w delegaturze. Tajny sublokator w pokoju Wiktora Szkłowskiego i biuro scenariuszowe „Mosfilmu”.
- XXXVI. Kazachscy arystokraci. Dwór szlachecki w Ałma Acie. Szczere rozmowy z rosyjskimi pisarzami. Jak umarła Marina Cwietajewa. O Zoszczence. Połączenie się z rodziną.
- XXXVII. O Izaaku Bablu. O inteligencji polskiej. Podróż do Mołotowabadu i ucieczka. Zdjęcie kalesonów. Powrót do Ałma Aty przez Kokandę i Taszkient. Polacy jako bogacze.
- XXXVIII. O wojnie żydowskiej. Bogactwa za firankami. Grecja w środku Azji. Drohojewski. Aresztowania i przesłuchania. Myśliwi. Paustowski o Stalinie.
- XXXIX. We dwójkę z Weselym. Śmierć Sznajdera i upadek Zoszczenki. O elegancji i Tomaszu à Kempis w środku Azji. Wyjazd do Ili. Wśród Żydów polskich. Początek epopei.

W edycji Universitas (2011), w „Appendiksie” zamieszczono znalezione pośmiertnie w papierach Aleksandra Wata dwa eseje:
- O religii: Łubianka 1941 – Italia 1957
- Sens komunizmu – przypomnienie rozmów z Tajcem

W aneksie Mój Wat znalazło się kilkanaście szkiców zawierających świadectwa lektury, spostrzeżenia i propozycje interpretacyjne dotyczące dzieła Wata:
- Małgorzata Czermińska – Świadek także mojego wieku.
- Jerzy Jarzębski – „Mój wiek”: Przygody idei i ciała.
- Andrzej Paczkowski – „…diabeł mojej choroby” .
- Adam Zagajewski – O „Moim wieku” .
- Mirosław Chojecki – „Mój wiek” Aleksandra Wata i opozycja demokratyczna.
- Adam Szostkiewicz – Mój Wat.
- Bogusław Sonik – Przepustka do wiedzy zakazanej.
- Aleksander Fiut – Egzorcyzmy Aleksandra Wata.
- ASdam Dziadek – XX wiek jako doświadczenie somatyczne.
- Stanisław Obirek – Aleksandra Wata walka o Boga.
- Krzysztof Rutkowski – Era ognia.
- Grzegodz Przebinda – Czytając wata - wspomnienia rusycysty.
- Paweł Śpiewak – Dusza obolała.
- Andrzej Kurz – Opinie człowieka osobnego.

## Wydania polskie
- Londyn: Polonia Book Fund Ltd., 1977, 1981
- Warszawa: Niezależna Oficyna Wydawnicza NOWA, 1980 (drugi obieg)
- Warszawa: Krąg, 1983 (drugi obieg)
- Kraków: X, 1984 (drugi obieg)
- Warszawa: Czytelnik, 1990, 1998
- Kraków: Universitas, 2011
- Wrocław: Zakład Narodowy im. Ossolińskich, 2023 (w serii Biblioteka Narodowa)

## Przekłady na języki obce
- My Century. The Odyssey of a Polish Intellectual, Berkeley: University of California Press, 1988
- My Century. The Odyssey of a Polish Intellectual, New York: New York Review Books, 2003
- Mon siècle. Entetriens avec Czeslaw Milosz. Confession d’un intellectuel européen europeen, Paris: Ed. de Fallois; Lausanne: L’Age d’Homme, 1989
- Mijn twintigste eeuw. Zoals vert. aan Czesław Miłosz, Amsterdam: Meulenhoff, 2001
- Jenseits von Wahrheit und Lüge. Mein Jahrhundert. Gesprochene Erinnerungen 1926-1945, Frankfurt am Main: Suhrkamp Verlag, 2000
- Mi siglo. Confessiones de un intelectual europeo, Barcelona: Acantilado, 2009
- Il mio secolo. Memorie e discorsi con Czesław Miłosz, Palermo: Sellerio editore, 2013
- Secolul meu. Confesiunile unui intelectual European. Convorbiri cu Czesław Miłosz, București: Humanitas, 2014

## Recenzje i omówienia
- Ambroszko Józef: „Mój wiek” Aleksandra Wata. Dzieje duchowe autora i rozrachunek z komunizmem, „Warsztaty Polonistyczne” 1992, nr 3, s. 6-14.
- Arno Anna, Dwadzieścia minut na dachu, „Znak” 2013, nr 6, s. 118-120.
- Bąbczyńska-Jelonek Zofia, Zanalizować Wata, „Dziś” 1991, nr 1, s. 130-132.
- Borwicz Michał, „Mój wiek” Aleksandra Wata, „Zeszyty Historyczne” 1978, nr 43, s. 225-228.
- Habielski Rafał, O powstawaniu „Mojego wieku”, „Zeszyty Literackie” 2007, nr 99, s. 269-272.
- Klecel Marek, Wiek Wata, „Nowe Książki” 1991, nr 1, s. 37-39.
- Koecher-Hensel Agnieszka, Władysław Daszewski – prowokator czy ofiara sowieckiej prowokacji?, „Pamiętnik Teatralny” 1997, z. ¼, s. 225.
- Kołakowski Leszek, Pamięć i myśl, „Kultura” (Paryż) 1977, nr 11, s. 115-118.
- Koschmal Walter, Literacki egzorcyzm diabelskiego stulecia. Droga Aleksandra Wata do etycznego zrozumienia literatury ("Mój wiek"), „Kresy” 2001, nr 48, s. 64-74.
- Kot (Wiesław Kot), Zapis, „Wprost” 1990, nr 35, s. 29.
- Królak Tomasz, Portret własny, „Głos Polski” (Toronto) 1989, nr 37, s. 8, 21.
- Lektor, Egzotyka komunizmu, „Tygodnik Słowa” 1991, nr 1, s. 6.
- Masłoń Krzysztof, Demony komuny, „Społeczeństwo Otwarte” 1990, nr 9, s. 45-47.
- Momro Jakub, Dadaista w poszukiwaniu lustra tożsamości, „Res Publica Nowa” 2001, nr 4, s. 41-43.
- Nastulczyk Franciszek, Od Wata do Central Parku, „Głos Ludu” 1991, nr 50, s. 4.
- Rutkowski Krzysztof, Słowo o Wacie, „Twórczość” 1991, nr 2, s. 82-88.
- Sulikowski Andrzej, Dzieło pośmiertne Aleksandra Wata, „Kresy” 1992, nr 11, s. 109-113.
- Szpakowska Małgorzata, Diabeł, poeta i plebs, „Twórczość” 1991, nr 4, s. 97-105.
- Trznadel Jacek, Na marginesie „Mojego wieku”, „Puls” 1987, nr 33, s. 70-76.
- Trznadel Jacek, Kazimierz Więcek, „Zeszyty Historyczne” (Paryż) 1993, z. 106, s. 222-226.
- Ważyk Adam, Przeczytałem „Mój wiek”, „Puls” 1987, nr 34, s. 48-55.
- Zagajewski Adam, „Mój wiek” czytany po latach, „Zeszyty Literackie” 2009, nr 1, s. 49-58.
- Zawiśliński Stanisław, Cierpiętnik i błazen, „Trybuna” 1990, nr 162, s. 5.
- Zieliński Jan, „Mój wiek” – nareszcie, „Gazeta Wyborcza” 1990, nr 199, s. 5.